# Dolní Hradiště
Pour les articles homonymes, voir Hradiště.
Dolní Hradiště (en allemand : Unter-Radisch, précédemment : Unter-Hradischt) est une commune du district de Plzeň-Nord, dans la région de Plzeň, en République tchèque. Sa population s'élevait à 62 habitants en 2022.

## Géographie
Dolní Hradiště se trouve à 8 km au sud de Kralovice, à 22 km au nord-nord-est du centre de Plzeň et à 70 km à l'ouest-sud-ouest de Prague.
La commune est limitée par Kočín au nord, par Kozojedy à l'est et au sud, par Koryta au sud, et par Plasy à l'ouest.

## Histoire
La première mention écrite de la localité date de 1250.

## Transports
Par la route, Dolní Hradiště se trouve à 11 km du centre de Kralovice, à 27 km de Plzeň et à 97 km de Prague.